# Ruth Lea
Ruth Jane Lea, baronne Lea, née le 22 septembre 1947 près de Lymm dans le Cheshire, est économiste financière britannique travaillant pour les médias et le secteur financier de la Cité.
Ancienne fonctionnaire publique du Civil Service britannique, récipiendaire des doctorats honoris causa de l'université de Greenwich, BPP University et de l'université de Chester, elle est aussi nommée commandeur de l'ordre de l'Empire britannique, depuis 2015, pour « services rendus au secteur financier et économique ».
Pair à vie comme baronne Lea en novembre 2022, elle siège à la chambre des lords.